# Dalbergia cochinchinensis
Dalbergia cochinchinensis é uma espécie vegetal da família Fabaceae.
Pode ser encontrada nos seguintes países: Camboja, Laos, Tailândia e Vietname.